# Битва при Тулузе (1814)
Битва за Тулузу (фр. Bataille de Toulouse) 10 апреля 1814 года — одно из последних сражений наполеоновских войн. Произошло вскоре после вступления союзников в Париж и поражения Французской империи в войне Шестой коалиции. Ещё осенью 1813 года англо-испанские войска под командованием Веллингтона вытеснили французов маршала Сульта из Испании. Боевые действия перенеслись на территории южной Франции.
В начале апреля произошло крупное сражение за Тулузу, столицу крупного региона. Битва оказалась очень кровопролитной и обошлась в тысячи жизней. Причём потери союзников превысили потери французов на 3000 человек. Сульт удерживал город ещё один день, прежде чем организованно отступил, оставив 1600 раненых, включая трёх генералов.
Вступление Веллингтона в Тулузу утром 12 апреля приветствовалось большим количеством французских роялистов. Это подтвердило опасения Сульта о потенциальной пятой колонне в городе. В тот же день пришли сообщения об отречении Наполеона. 17 апреля Сульт согласился на перемирие с Веллингтоном.

## Предыстория
Британский экспедиционный корпус находился на Пиренейском полуострове с 1808 года. Англичане активно помогали испанцам и португальцам противостоять французскому вторжению. С 1809 года командование британцами осуществлял Артур Уэлсли, будущий герцог Веллингтон. Англичане использовали в качестве основного плацдарма Португалию откуда регулярно проводили рейды внутрь Испании.
В 1813 году англичане (при помощи испанских и португальских отрядов) начали вытеснять французов из Испании. 21 июня Веллингтон одержал решительную победу в битве при Виттории. 7 октября британцы форсировал реку Бидасоа, которая служила франко-испанской границей. Военные действия отныне велись на территории Франции.
14 февраля Веллингтон, чья армия по численности выросла до 100 тысяч человек, перешёл в решительное наступление. Во второй половине марта Сульт отступил к Тулузе. В начале апреля к городу начали подходить англо-испанские войска.

## Предварительные маневры
Ортез
После поражения Сульта в битве при Ортезе в конце февраля 1814 года французский маршал отступил на север за рекой Адур в Сен-Север. Сульт теперь мог защищать Бордо на северо-западе или Тулузу на востоке, но он не мог защитить обоих. Возле Бордо французская армия неизбежно должна была испытывать трудности с получением продовольствия, а это, в свою очередь, могло привести к тому, что река Гаронна окажется в их тылу. Поэтому Сульт решил отстаивать Тулузу.
Бордо
Когда Сульт двигался на восток, Веллингтон отправил Бересфорда с двумя дивизиями захватить Бордо, третий по величине город Франции. Чтобы восполнить этот убыток в силе, британский генерал призвал 8000 испанских пехотинцев и британскую тяжелую конницу в качестве подкрепления. Опасаясь, что испанцы разграбят французскую деревню и спровоцируют партизанскую войну, Веллингтон перевел своих союзников на британскую систему оплаты труда и снабжения. Между тем 2 марта британско-португальско-испанская армия изгнала французов из Айр-сюр-Л'Адур. Сульт отступил к Плезансу и Мобуржу, лицом к западу. Затем последовало десятидневное затишье, в течение которого начали прибывать подкрепления Веллингтона.
12 марта Бересфорд без сопротивления захватил Бордо. Оставив 7-ю дивизию в качестве гарнизона, он бросился обратно, чтобы присоединиться к Веллингтону с 4-й дивизией. Тем временем 17–18 марта в ходе рейда с участием 100 французских кавалеристов капитан Даума обошел южный фланг союзной армии и атаковал Сен-Север, где захватил 100 человек. В то же время Веллингтон начал свое наступление, надеясь поймать армию Сульта. Быстро двигаясь на восток к Сен-Годену и на северо-восток к Тулузе, французы избегали британских фланговых колонн. Добравшись до Тулузы, Сульт разместил своих солдат за городскими стенами и укреплениями.
Первые ходы
4 апреля инженеры Веллингтона навели понтонный мост через наводненную Гаронну к северу от Тулузы. После того, как 19 000 англо-союзных войск перешли, мост сломался, задержав дальнейшую переправу на три дня. Но Сульт не смог воспользоваться своей возможностью разбить армию Веллингтона. Уже 8 апреля британский 18-й гусарский полк под командованием подполковника сэра Генри Мюррея захватил мост в Круа-д'Ораде на Херсе. Тем временем в полночь 7 апреля официальные курьеры покинули Париж с новостями о том, что Наполеон отрекся от престола и что война окончена.
Французская оборона
Тулуза лежит на Гаронне, которая впадает в город с юго-запада, затем поворачивает и выходит на северо-запад. К востоку от Гаронны, чуть меньшая Hers-Mort (Hers) проходит через город с юго-востока на северо-восток, образуя узкий коридор. Чтобы атаковать город с севера, главные силы Веллингтона должны были перейти на восточный берег Гаронны, а затем двинуться на юго-восток по коридору между двумя реками.
К западу от Гаронны находился укрепленный пригород Сен-Сиприен, а на севере внешняя линия обороны Сульта опиралась на канал Лангедока. Три моста пересекали канал: через Пон-Жюмо на северо-западе, Пон-де-Миним на севере и Пон-де-Матаблау на северо-востоке. Каждое пересечение было под прикрытием мощного редута. Высоты Calvinet (Mont Rave) поднялись к востоку от города и к западу от реки Херс. Высоты также увенчались несколькими редутами. Сульт удерживал Сен-Сиприен одним флангом, а линию канала - другим. Волонтёры Жан-Пьера Траво выровняли городские стены. Дивизия Жана Дарманьяка стояла между Высотами и каналом. Дивизии Жана Исидора Ариспа и Эжена-Казимира Вийятта защищали высоты, оставив в запасе дивизию Элуа Топена. Кавалерия Пьера Сульта экранирована на восток и юг. 
Поле битвы сейчас находится в городской черте Тулузы.

## Сражение

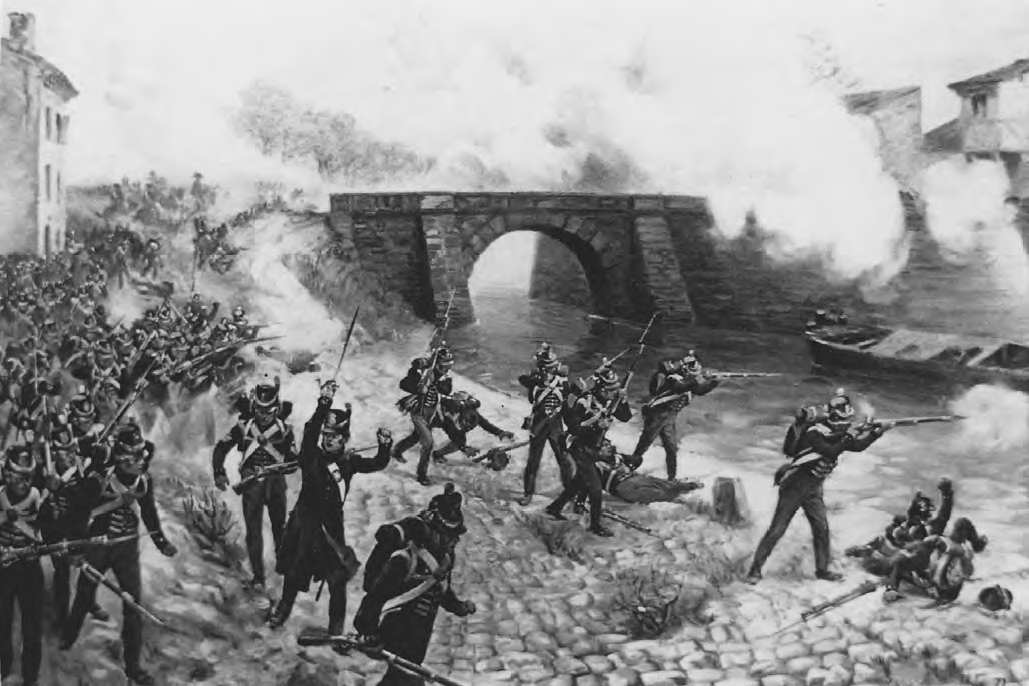
Британские стрелки ведут огонь во время битвы при Тулузе. Дюпрэ (около 1890)

Атаку на французов Веллингтон назначил на 10 апреля (пасхальное воскресенье). Причём британский командующий решил нанести удары сразу в нескольких местах. Основная часть англо-союзной армии (36 000 солдат) должна была действовать к востоку от Гаронны и к северу от города. Веллингтон планировал главные усилия сконцентрировать для атаки на высоты Кальвине. Две тяжелые бригады драгун были оставлены в резерве.
Бой получился чрезвычайно ожесточённым. Французы отчаянно защищались в том числе и потому, что сражались уже не в Испании, а на родной земле. И наоборот, прежний энтузиазм испанских солдат значительно угас.
Передвижение войск, а особенно артиллерии, очень затрудняла размокшая от грязи земля. Испанские полки после первой атаки были обращены французами в бегство. Но командиры (при энергичной помощи британских кавалеристов) сумели их вернуть на поле боя, построить и отправить в новую атаку. Однако и в этот раз под сильным вражеским огнём испанские солдаты дрогнули и в беспорядке отступили.
Более дисциплинированно действовали английские солдаты. Несмотря на сильный огонь, они сумели захватить редуты на возвышенности. Но затем французы во время контратаки вернули прежние позиции. И всё-таки во время второй атаки британцы смогли прочно закрепиться на высотах. И к вечеру Сульт отдал приказ своим солдатам отступать за городские стены.
Французы удерживали Тулузу ещё сутки. Но 11 апреля Сульт понял, что может оказаться в окружении и принял решение покинуть город. Он оставил в Тулузе 1600 раненых и большую часть артиллерии

## Последующие события
Утром 12 апреля делегация городских чиновников передала Тулузу под власть Союзной армии. В этот же день Веллингтон получил известие из Бордо от Фредерика Кавендиша Понсонби об отречении Наполеона. Несколько часов спустя это сообщение подтвердилось после прибытия из Парижа официальных курьеров. Веллингтон немедленно отправил их в лагерь Сульта.
Утром 13 апреля курьеры нагнали французов, которые двигались из Вильфранша в Кастельнодари. Но маршал Сульт заявил, что не верит в отречение Наполеона и сомневается в подлинности документов. Узнав, что французский командующий готов к дальнейшему сопротивлению и отказывается подчиняться распоряжениям Временного правительства, Веллингтон решил действовать при помощи дипломатии, а не пушек.
К 15 апреля маршал Сюше в Перпиньяне получил доказательства об отречении Наполеона и попросил Веллингтона о перемирии.
Последнее военные действия произошли 14 апреля. Французский командир Тувено сделал из осажденного города Байонна вылазку против союзников.
17 апреля Сульт в Бертье официально подтвердили приказ о повсеместном прекращении военных действий.